# Pu-abi

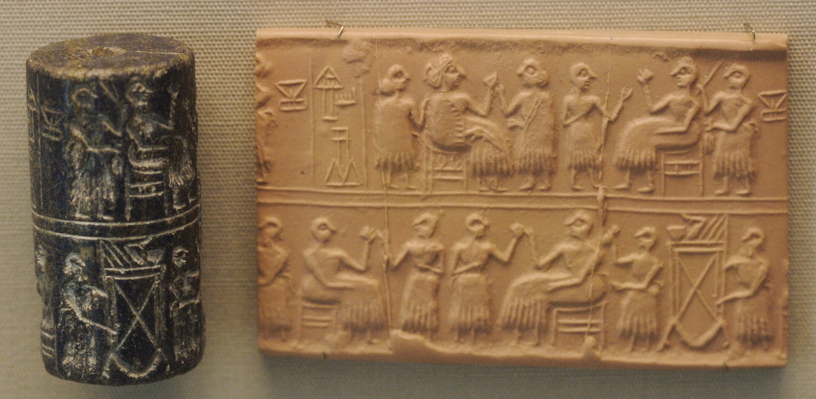
Pieczęć cylindryczna z inskrypcją Pù(ŠÚB)-abi(AD) NIN („Pu-abi, królowa”) odkryta w grobach królewskich z Ur; obecnie w zbiorach British Museum.

Pu-abi (ok. 2500 p.n.e.) – sumeryjska królowa, której imię pojawia się na pieczęci cylindrycznej odkrytej w jednym z grobów królewskich w Ur, datowanych na okres wczesnodynastyczny III (połowa III tys. p.n.e.). Jej akadyjskie imię Pû-abi (w transliteracji z pisma klinowego zapisywane Pù-abi), znaczące „Usta ojca”, odczytywane było wcześniej przez uczonych po sumeryjsku jako Szubad (sum. ŠÙB.AD). Noszony przez nią sumeryjski tytuł NIN tłumaczony jest zazwyczaj jako „królowa” lub „pani”.
Jej nietknięty grób z bogatym wyposażeniem (ozdoby, instrumenty muzyczne, rydwan) odkrył w mieście Ur w latach dwudziestych XX wieku Leonard Woolley. Wraz z Pu-abi do grobu złożonych zostało kilkanaście osób: damy dworu, żołnierze i harfiarz, który w chwili śmierci trzymał instrument. Do dzisiaj badaczom dziejów starożytnej Mezopotamii nie udało się do końca wyjaśnić sensu całej tej ceremonii, specyficznej jak na tamte warunki, w sumie bowiem takich grobów w Ur odkryto 16 i kilka w Kisz. Badania archeologiczne wykazały, że ceremonia pogrzebowa zastosowana u Pu-abi wcześniej ani później nie była praktykowana, co może świadczyć o okresowym i lokalnym jej charakterze.